# Colibrí cua d'estel gros
El colibrí cua d'estel gros (Lesbia victoriae) és una espècie de colibrí de la família dels troquílids. Habita Colòmbia, Equador i el Perú. Habita els estatges montans tropicals i subtropicals, boscos d'arbustos tropicals i subtropicals alts i els boscs degradats.